# Nandembo
Nandembo è una circoscrizione rurale (rural ward) della Tanzania situata nel distretto di Tunduru, Regione del Ruvuma. Conta una popolazione di 7 663 abitanti (censimento 2012).